# 322 î.Hr.

## Decese
- 7 martie: Aristotel, unul din cei mai importanți filosofi ai Greciei Antice, clasic al filosofiei universale, spirit enciclopedic, fondator al școlii peripatetice (n. 384 î.Hr.)
- Demostene, orator și politician grec (n. 384 î.Hr.)